# Begonia tayabensis
Begonia tayabensis es una especie de planta perenne perteneciente a la familia Begoniaceae. Es originaria de Filipinas.

## Taxonomía
Begonia tayabensis fue descrita por Elmer Drew Merrill y publicado en Philippine Journal of Science 13: 38. 1918.
Etimología
Begonia: nombre genérico, acuñado por Charles Plumier, un referente francés en botánica, honra a Michel Bégon, un gobernador de la excolonia francesa de Haití, y fue adoptado por Linneo.
tayabensis: epíteto